# Усадьба Булдакова
Уса́дьба Булдакова — дворянская усадьба начала XIX века в городе Великий Устюг, Вологодской области. Построена в стиле ампир. Памятник истории и культуры федерального значения. В главном доме работали мужская гимназия, институт народного образования, Пуховичское пехотное училище, Великоустюгский учительский институт. В настоящее время здесь размещаются учебные классы педагогического колледжа.

## История
Усадьба Булдакова —  представляет собой один из крупнейших в Великом Устюге историко-архитектурных ансамблей провинциальной усадебной культуры XIX века. Построена усадьба в начале XIX века и состоит из главного дома и двух флигелей, которые соединены с ним оградой и воротами. Главный дом этого комплекса, некогда самый большое обывательское здание в Великом Устюге, был возведён по заказу купца Михаила Матвеевича Булдакова (1768-1830) – был известен как землепроходец, «первенствующий» директор Российско-Американской компании.
В ноябре 1804 года купец стал владеть земельным участком на окраине города и к концу 1806 года построил на этом месте большой каменный дом. Через год были сооружены и два флигеля, которые стали использовать как служебные помещения. Окончательная отделка строений завершилась только к осени 1818 года. На участке также был разбит большой сад, возведены искусственные озера: малый водоём – с Ильинской улицы – для обитания лебедей, большой – с Преображенской улицы – для катания на лодках. Вокруг озер расположился парк со скамейками и беседками. Одна из них была двухэтажная — для настольных игр, чаепитий и чтения.
В знак уважения к горожанам купец передал городу участок земли площадью 3 гектара, где в 1824 году был заложен первый городской общественный сад.
В феврале 1837 года сын Булдакова продал усадьбу купцу Илье Яковлевичу Грибанову, после смерти которого она перешла его сыну – Владимиру Ильичу Грибанову, проживавшему в Петербурге. Пустовавшую усадьбу у Грибановых покупает городская дума, которая в 1901 году размещает здесь мужскую гимназию. Дом перестроили. Реконструкция здания затянулась на длительные десять лет, автором проекта был архитектор В.Н. Курицын.
В 1918 году город стал центром Северодвинской губернии. В губернию вошли пять северо-восточных районов бывшей Вологодской губернии. Именно в этой усадьбе проходил Первый съезд делегатов Северодвинской губернии, который состоялся с 15 по 20 июня 1918 года. Гимназия была закрыта.
С конца 1919 года до 1921 года в этом строении стал работать Институт народного образования (позднее педагогический факультет Северо-Двинского государственного университета, а затем и Практический институт народного образования). С марта 1920 по сентябрь 1923 года в этом доме разместились и учебные классы школы второй ступени имени А. И. Герцена. Позднее здание перешло в пользование педагогическому техникуму, ныне – педагогический колледж.
В годы Великой Отечественной войны здесь разместилось и готовило военных специалистов Пуховичское пехотное училище.
С июня 1949 по август 1955 года в этом здании работал Великоустюгский учительский институт.
Указом Президента Российской Федерации от 20 февраля 1995 года №176 усадьба Булдакова была наделена статусом памятника истории и культуры федерального значения.

## Архитектура
Ансамбль усадьбы Булдакова является украшением набережной реки Сухоны. Два скромных двухэтажных флигеля симметрично вписаны в ансамбль главного дома. Они объединены металлической оградой с решеткой и двумя воротами с пилонами, которые украшены лежащими чугунными львами. Усадебный парк разместился со двора.
В стиле ампир сооружён главный дом. Он трёхэтажный из кирпича, оштукатуренный. Рустованные лопатки декорируют углы здания и простенки главного фасада. Над первым этажом размещён карниз. Венчающий карниз опирается на парные консоли, чередующиеся с сухариками. П-образные подзоры расположились под окнами второго и третьего этажей. В интерьерах частично сохранились филенчатые двери, лестницы, кафельные печи.
Главный дом со времени постройки был существенно изменён. Первоначально здание имело два этажа, лишь средняя его часть была трёхэтажной, а портик с балконом украшал фасад. В начале XX века здание реконструировалось. Был убран мезонин и надстроен третий этаж. Демонтировался портик, а со двора возводится большое трёхэтажное крыло. Были изменены интерьеры и внутренние перегородки. 

## Документы
Указ Президента Российской Федерации от 20.02.1995 г. № 176 г. Москва. «Об утверждении Перечня объектов исторического и культурного наследия федерального (общероссийского) значения".